# Zoubeir Turki
Zoubeir Turki (arabe : زبير التركي), également orthographié Zoubeïr Turki, né le 19 novembre 1924 à Tunis où il est mort le 23 octobre 2009, est un peintre et sculpteur tunisien. Il jouit d'une grande renommée dans son pays et a participé à de nombreuses expositions internationales.

## Biographie
D'origine turque et né dans la médina de Tunis, il suit ses études à la Zitouna puis à l'Institut des hautes études de Tunis et, en parallèle, à l'École des beaux-arts de Tunis.
Il est recruté comme professeur d'arabe dans les écoles françaises mais, lors des événements violents de janvier 1952, incite à la grève, ce qui lui vaut d'être renvoyé de son travail. Il part alors en Suède où il rejoint l'Académie des beaux-arts de Stockholm ; il y perfectionne son art avant de revenir à Tunis après l'indépendance.
Adepte de l'expression figurative, il devient rapidement le porte-drapeau de la peinture tunisienne et ses œuvres acquièrent une grande renommée : elles illustrent notamment les ouvrages scolaires. Il occupe pendant longtemps une place privilégiée dans l'administration publique des arts et de la culture, en tant que haut responsable du ministère de la Culture, et fonde l'Union nationale des arts plastiques de Tunisie, dont il assure la présidence jusqu'à son départ volontaire, ainsi que l'Union maghrébine des arts plastiques.

Membres du conseil d'établissement de l'Organisme tunisien des droits d'auteur et des droits voisins, il prépare également la création du Centre d'art vivant du Belvédère à Tunis et se fait élire député et conseiller municipal. Dorra Bouzid décrit son art en ces termes : 
« Sans aucun doute ses paysages, ses natures mortes et ses personnages comme lui vibrent avec ce cœur. Pour les peindre, il fouille dans les couleurs millénaires de la soie ou de la laine des souks : des verts, des ocres et des rouges somptueux et profonds. Il les entoure des volutes, des voûtes et des courbes de l'architecture de la ville qui a bercé son enfance. »
Mort le 23 octobre 2009,, après plusieurs mois d'hospitalisation, il est inhumé le lendemain au cimetière du Djellaz, en présence de plusieurs personnalités dont le ministre Abderraouf El Basti.

## Principales œuvres

Portrait du dramaturge Tayeb Saddiki, symbole de la Fondation Tayeb Saddiki, par Zoubeir Turki.

### Peintures
- Choua
- Deux jeunes filles suédoises
- Femme au bkhour (encens)
- Homme en bleu
- Jeune femme à l'éventail
- La mondaine
- Le mondain
- L'été à la médina
- L'homme à l'éventail
- L'homme au fume-cigarettes
- L'homme au journal
- Le fabricant de chéchias
- Mariage
- Paysage
- Prince à la sortie de la mosquée
- Un dimanche à Sidi Bou Saïd

### Sculptures
- Statue d'Ibn Khaldoun dressée sur la place de l'Indépendance à Tunis[8].

## Distinctions
- Grand officier de l'Ordre de la République tunisienne ;
- Grand cordon de l'Ordre tunisien du Mérite ;
- Commandeur de l'Ordre du Ouissam alaouite ;
- Prix du 7-Novembre pour la création artistique (Tunisie)[9].

## Vie privée
Il est le frère cadet de Hédi Turki.

## Publications
- Tunis naguère et aujourd'hui, Tunis, Société tunisienne de diffusion, 1967, 62 p.